# Humlegården 57

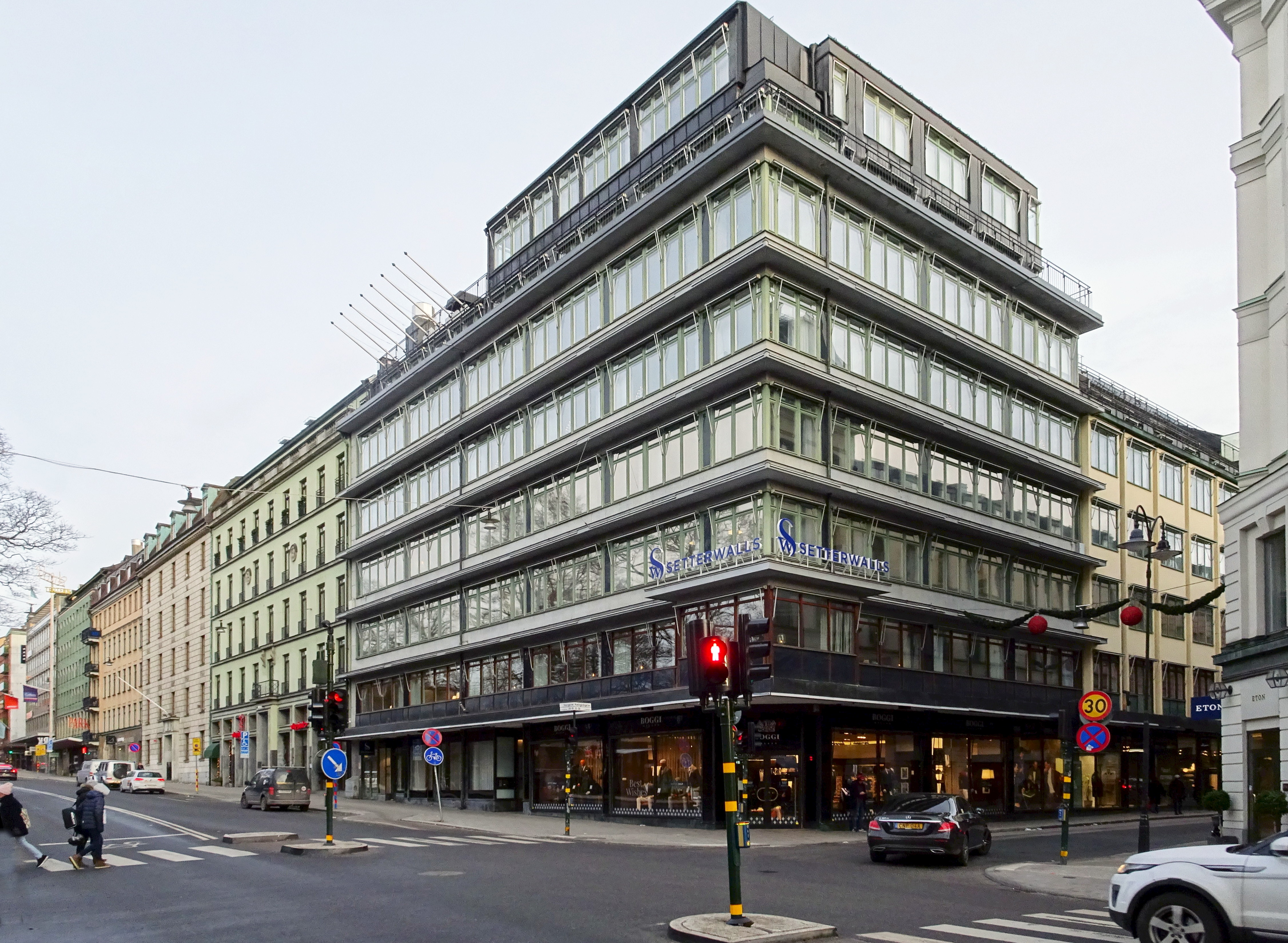
Fastigheten sedd från Sturegatan norrut, december 2019. Takets dominanta påbyggnad är ett resultat av en renovering från 2006.

Humlegården 57 är en fastighet i kvarteret Humlegården i hörnet Sturegatan 10 / Humlegårdsgatan 22. Byggnaden stod färdig 1930 och räknas till ett av Stockholms första funktionalistiskt gestaltade kontors- och affärshus. I huset låg Eden Terrace Hotel som var känt för sin magnifika takterrass. Fastigheten är blåmärkt av Stadsmuseet i Stockholm vilket innebär att den representerar ”synnerligen höga kulturhistoriska värden”.

## Historik

### Bakgrund

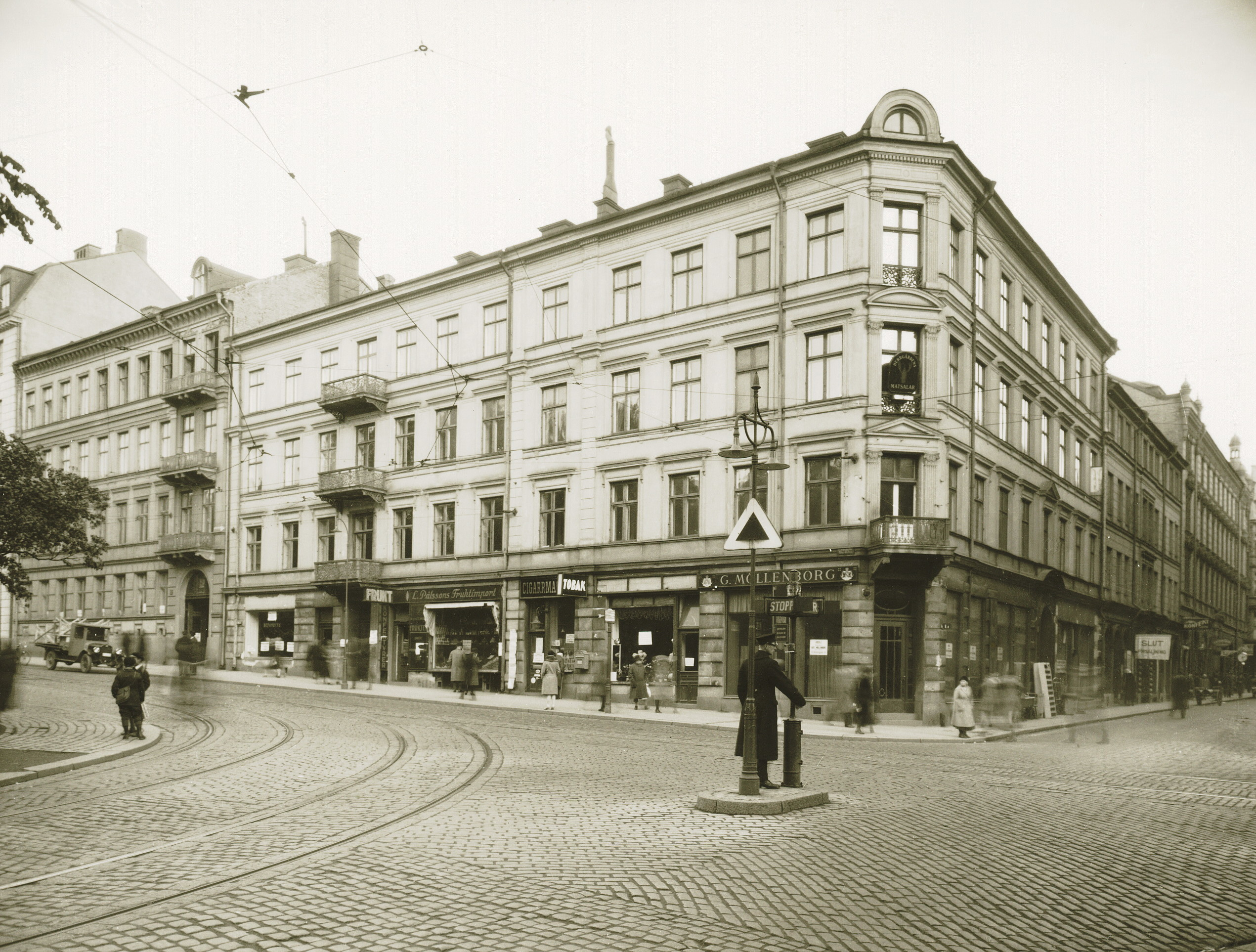
Det ursprungliga huset som revs 1929. Beakta polismannen som reglerar trafiken manuellt med AGA:s "Stopp-Kör" - signal.

Humlegården 57 bestod ursprungligen av två tomter, nr 12 och 13 som bebyggdes med var sitt bostadshus på 1860- respektive 1870-talet. I slutet 1920-talet hade båda tomter förvärvats av grosshandlaren Gustaf Kjellberg som lät riva bebyggelsen och uppföra ett nytt kontors- och hotellhus på den sammanslagna tomten med nr 57 som fastställdes i februari 1929. Innan Kjellberg anlitade arkitekt Björn Hedvall för uppdraget utlyste han en arkitekttävling. I juryn satt Kjellberg själv samt arkitekterna Carl Bergsten och Sigurd Westholm. När tävlingstiden löpt ut hade 30 förslag kommit in och Björn Hedwall vann första priset med sitt förslag Reklam.

### Den nya fastigheten
I tävlingen ingick även granntomten, Sturegatan 12, som också ägdes av Kjellberg och skulle bebyggas samtidigt med Sturegatan 10 dock med helt olika förutsättningar. Sturegatan 12 skulle bli ett bostads- och läkarhus och gestaltades av Hedvall med putsfasad i traditionell 1920-talsklassicism. Fasaden med medeljonger och takbalustrad anslöt fint till det i norr angränsande Nobelstiftelsens hus och Sturegatans övriga byggnader. Däremot gav Hedvall Sturegatan 10 ett öppet, modernistiskt utseende i tidig funktionalism, enligt arkitekturhistoriker Fredric Bedoire en av Stockholms första i denna stil när det gäller kontor. 
Huset restes med en stomme av betong och ett pelardäck bestående av med betong kringgjutna stålpelare. Varje bjälklag drogs fram genom glasfasaderna där de bildade en utkragande ”hylla” som fäste för ljusreklam. Reklam hade varit det vinnande tävlingsförslagets motto. Bröstningsbanden mellan fönstren kläddes med Gustakalksten från Brunflo. För konstruktionen av Sturegatan 10 och 12 stod byrån Looström & Gelin. Båda husen uppfördes av byggnadsfirman Gumpel & Bengtsson.
Huset fick sex våningar och två indragna takvåningar, mot Humlegårdsgatan trappas antal våningar ner till fem. På yttertaket fanns en takterrass som hörde till ”Eden Hotel” som var husets största hyresgäst och disponerade de tre översta våningarna med sammanlagd 55 rum och 20 badrum. På bottenvåningen inrättades butikslokaler och däröver två våningar för kontor. I källarvåningen fanns garage för hotellets gäster som nåddes från Humlegårdsgatan via en bilhiss. Byggnaden invigdes i september 1930 och speciellt hotelldelen uppmärksammades av pressen.

Historiska bilder
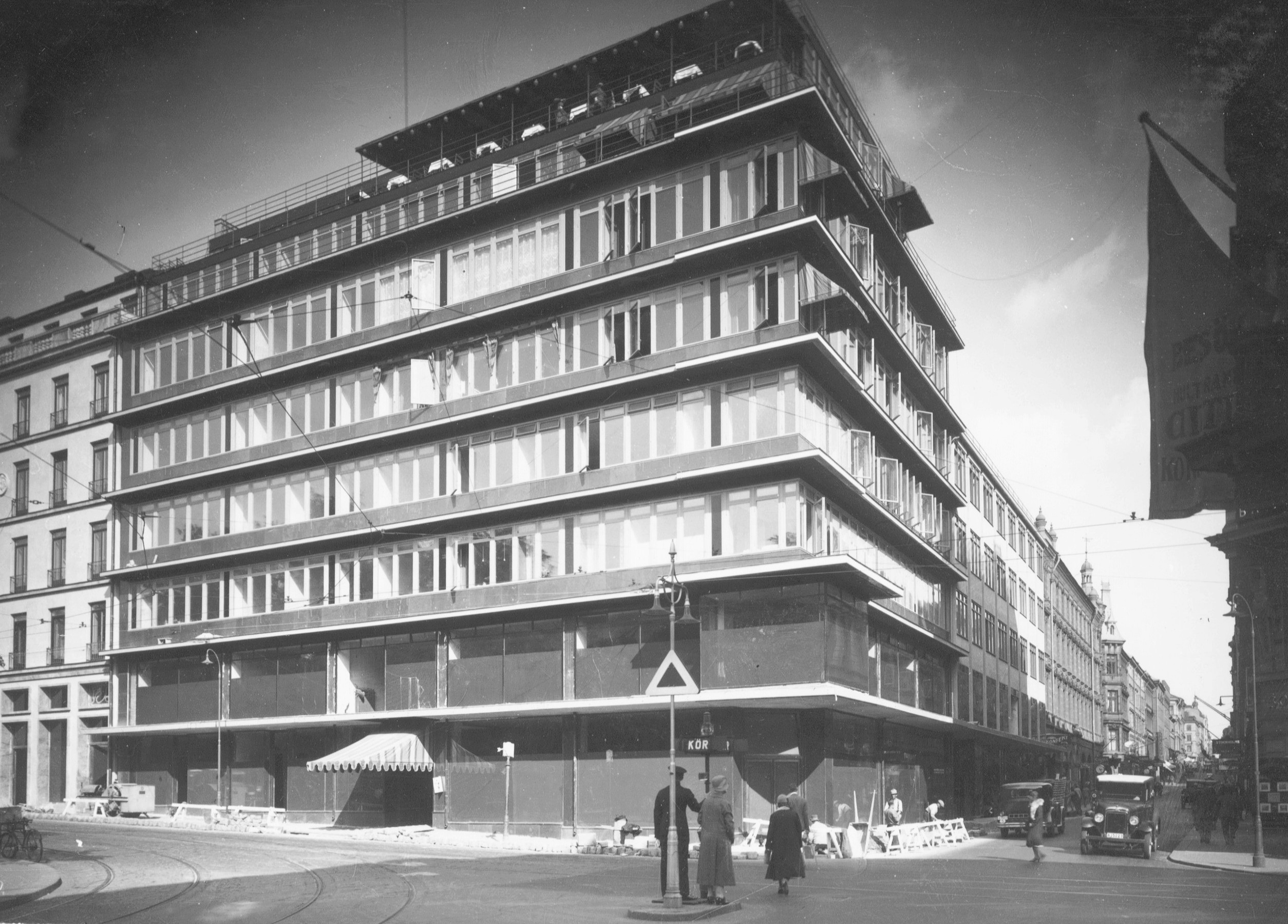
Huset nästan färdigställt, 1930.
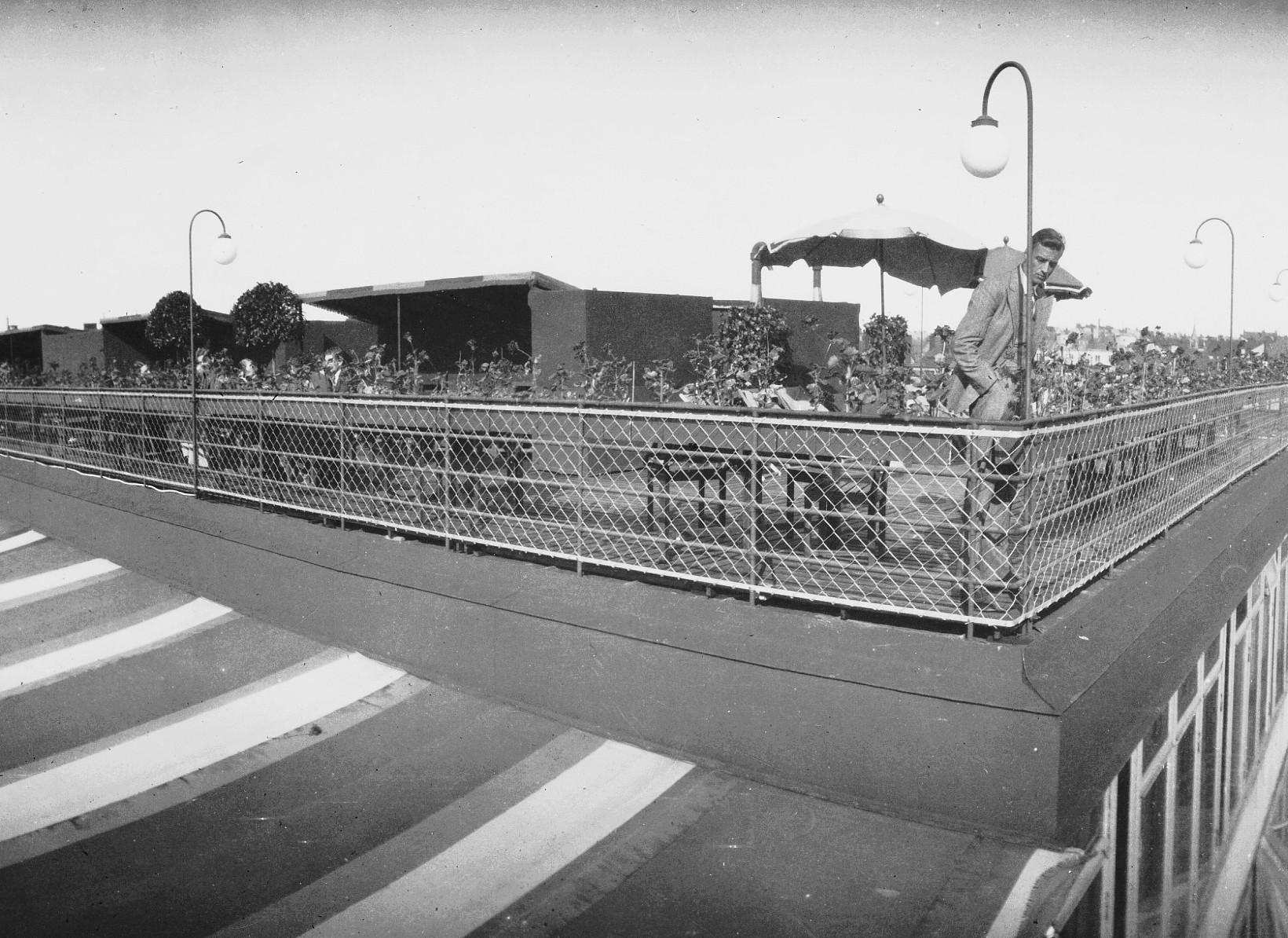
Takterrassen på 1930-talet.
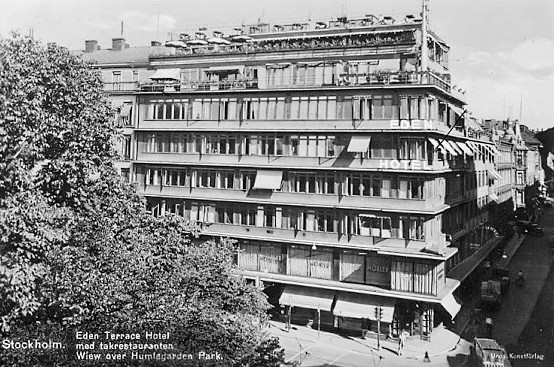
Eden Terrace Hotel, 1940-tal.
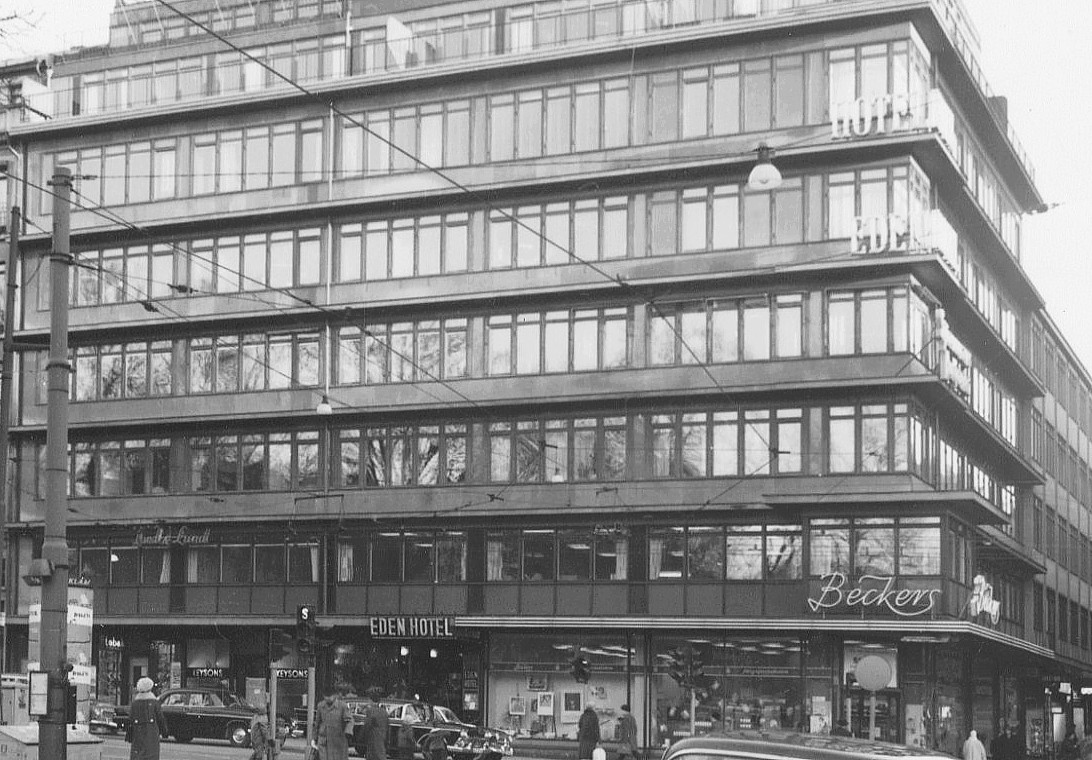
Eden Hotel, 1961.

### Husets vidare öden
Eden Hotel, även kallat Eden Terrace Hotel, var känt för sin magnifika takterrass med vidsträckt vy över Östermalm och Humlegården. Vid invigningen 1930 kostade ett hotellrum från 5:- kr och en lunch från 1:25 kr. Inredningen återspeglade dock inte husets modernistiska yttre. Redan i hallen mötte gästerna möbler från 1600-talet. Svenska Dagbladet skrev bland annat "...ingen behöver vara rädd för att finna idel rangliga stålmöbler inne i Eden [...] hotellets värdinna och innehavarinna friherrinnan Louise Barnekow, har [...] rett in sitt hotell så att det verkar förnämt svenskt herrgårdshem..."
År 1993 övertogs Eden terrass Hotell av hotellmannen Pelle Lydmar som ändrade namnet till Lydmar Hotel och skapade Stockholms första så kallade designhotell. Hotellrörelsen fortsatte till år 2006 då ägaren, SEB Trygg Liv, lät bygga om huset till renodlat kontor efter ritningar av Tengbomgruppen. Största hyresgäst var fram till 2013 Vattenfall som hade stora delar av sin administration här med plats för mellan 180 och 200 medarbetare. Idag (2019) hyrs kontorslokalerna av bland annat bemanningsföretaget Inhouse, advokatfirman Setterwalls och King Reklambyrå.

Nutida bilder
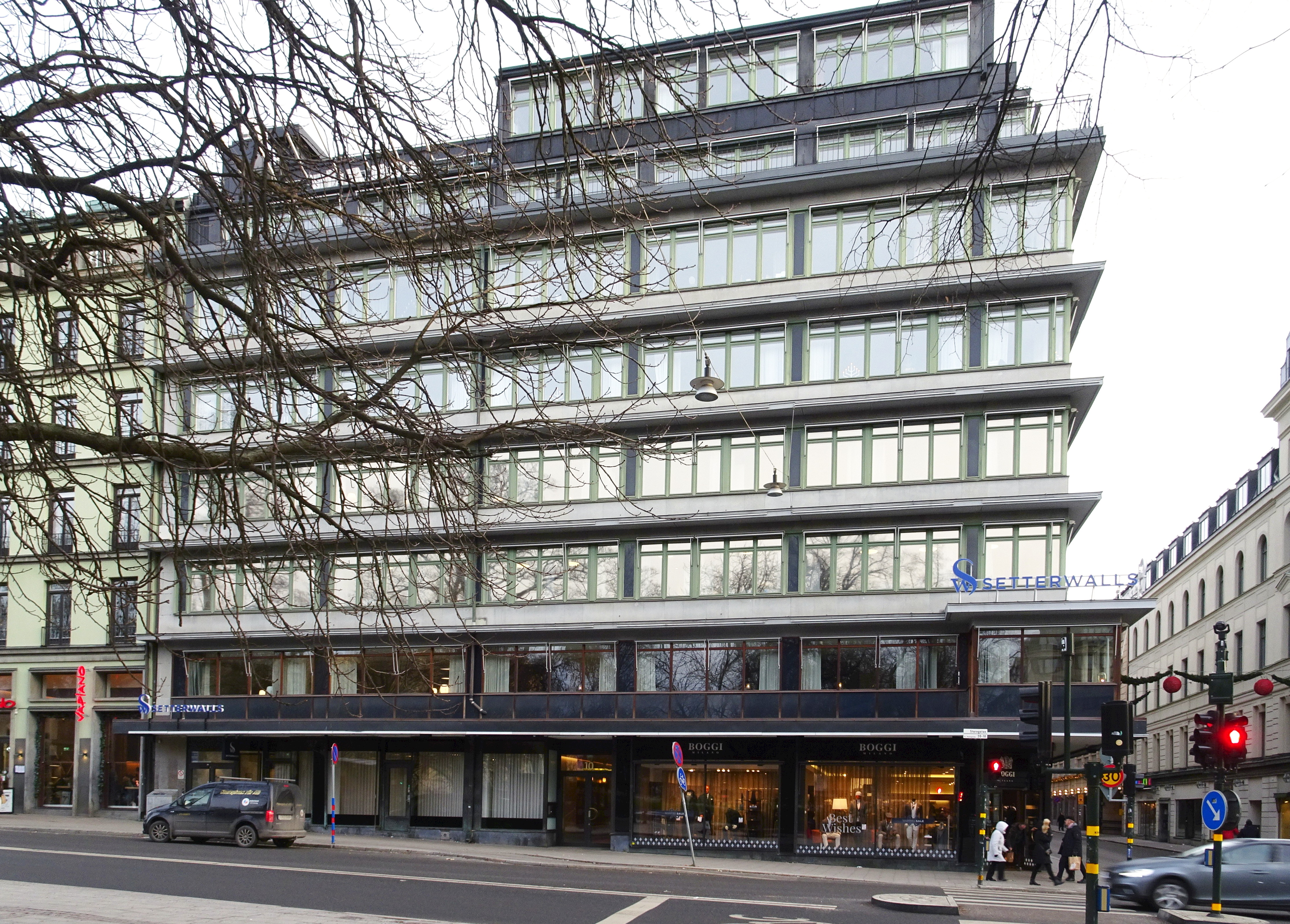
Fasaden mot Sturegatan.
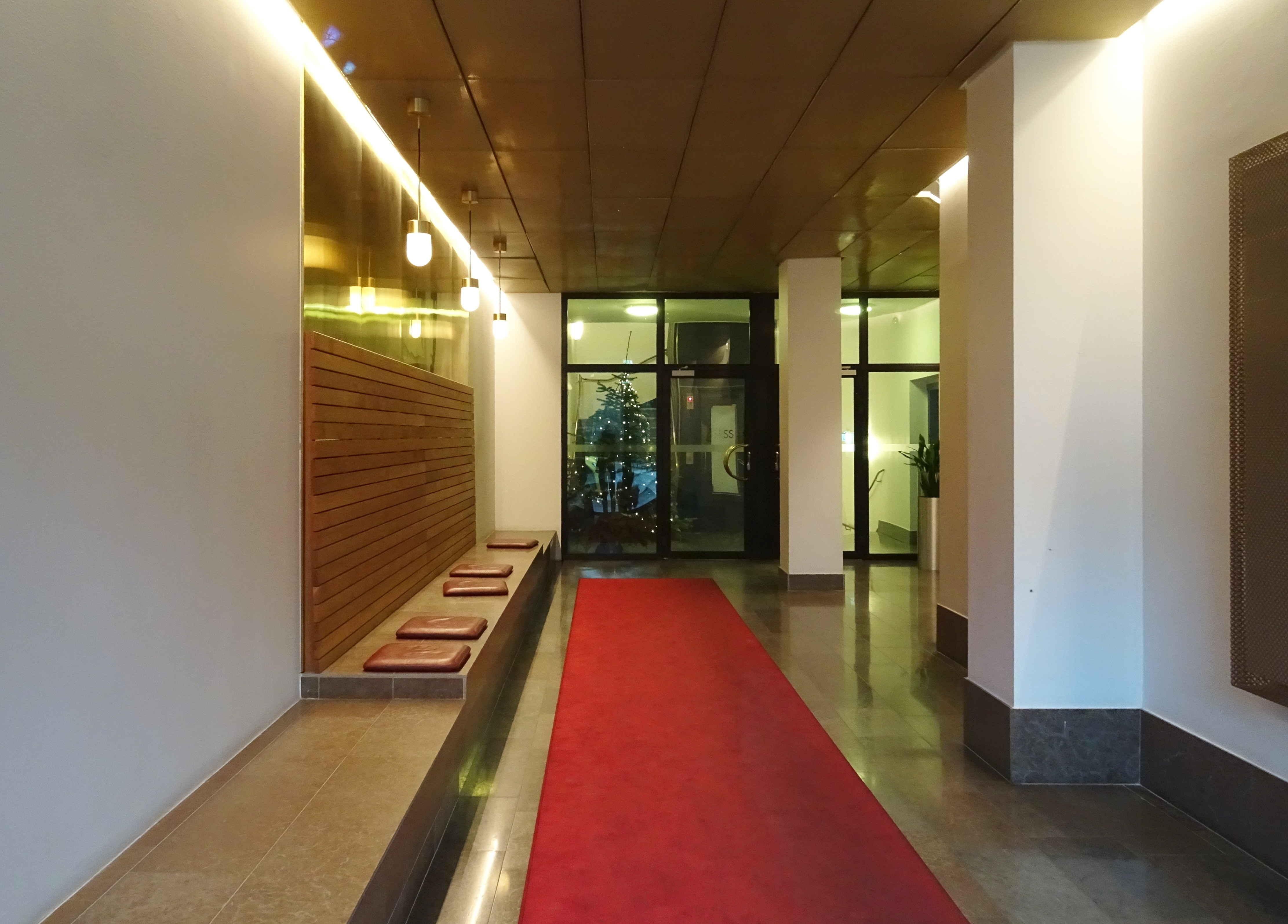
Den tidigare entrén till Eden Hotel.
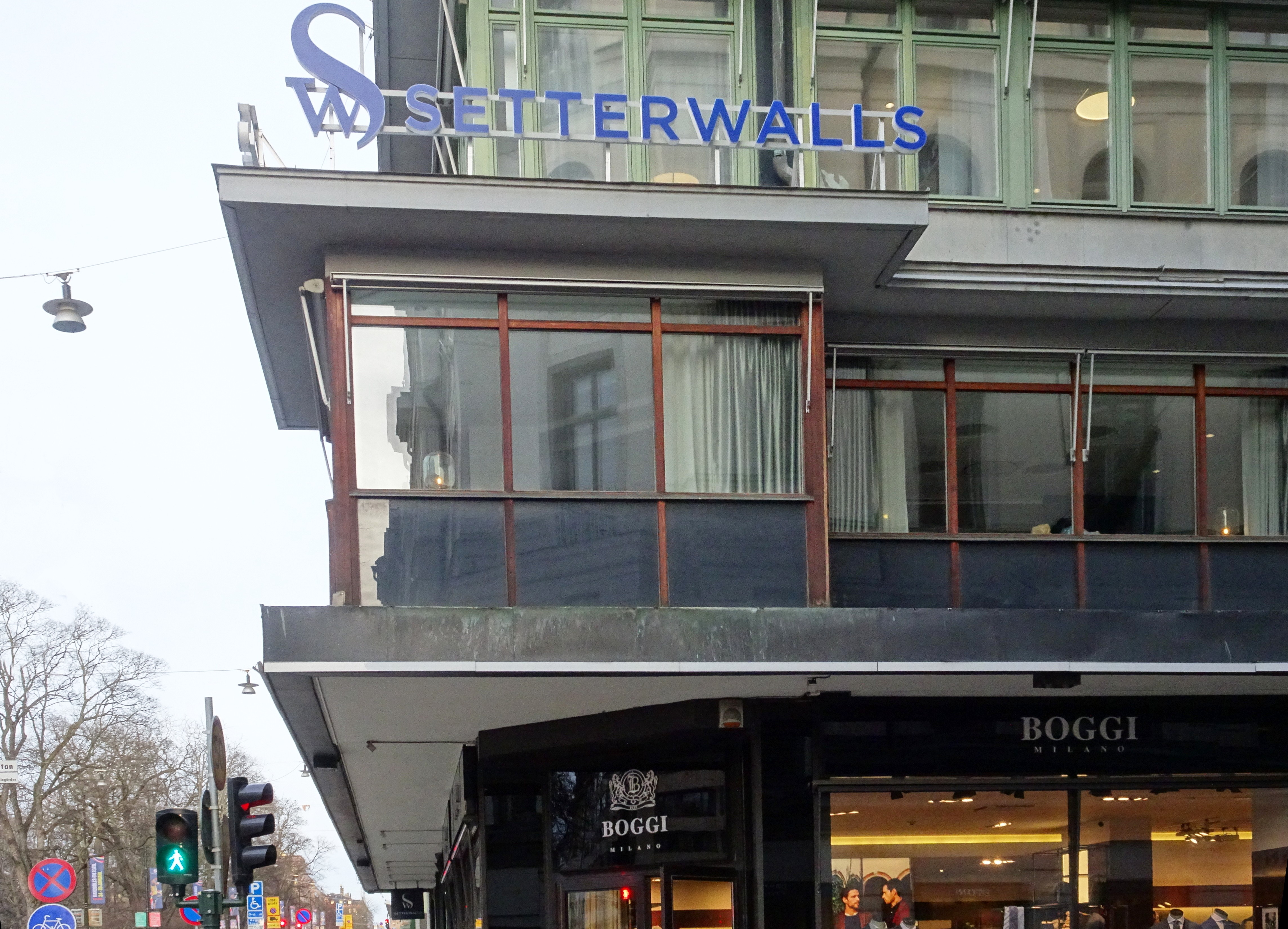
Hörnet Sturegatan / Humlegårdsgatan.
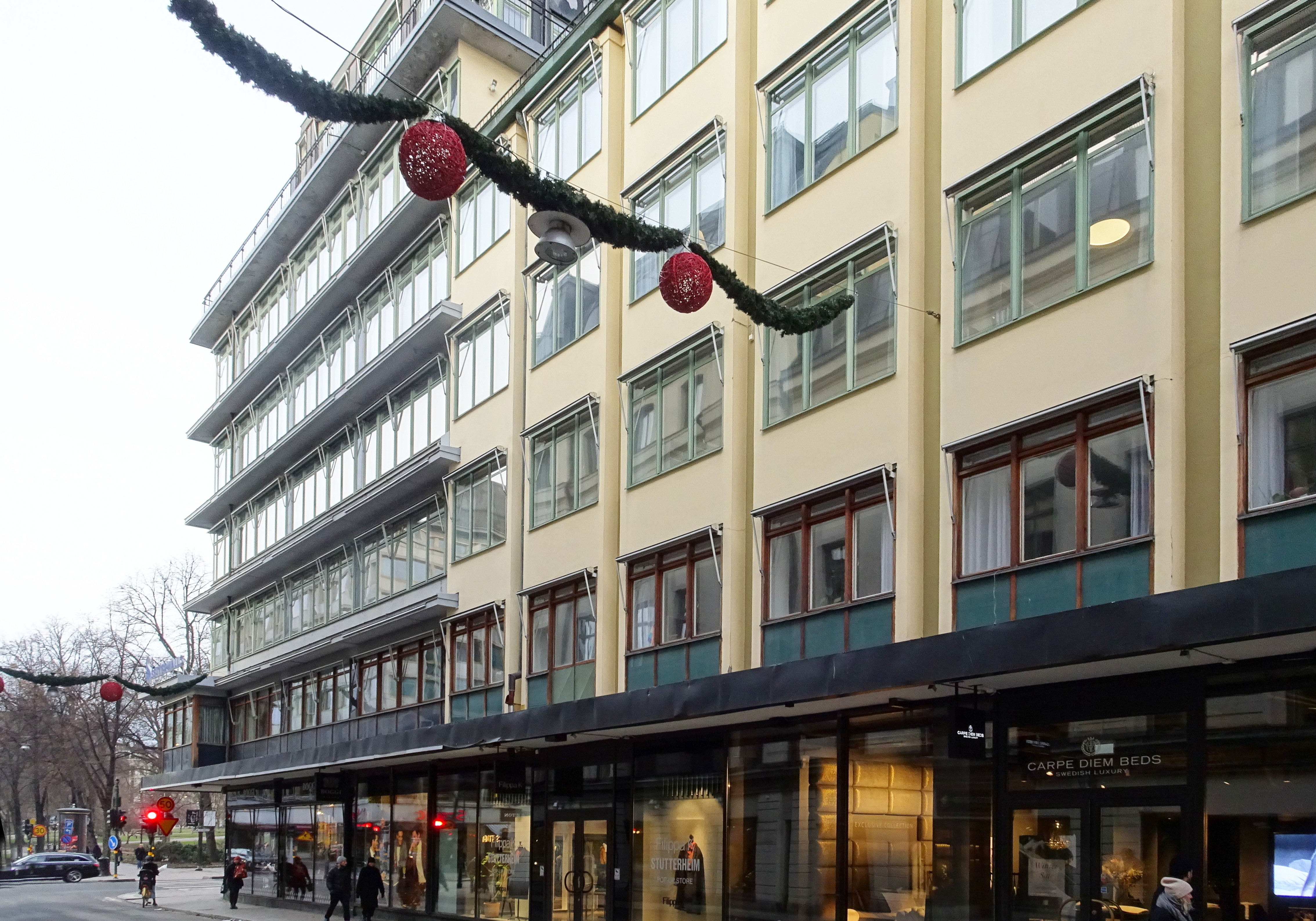
Fasaden mot Humlegårdsgatan.